# خليج دارين

خليج دارين هو أقصى أجزاء البحر الكاريبي جنوباً. يقع شمال وشرق الحدود بين بنما وكولومبيا. يتفرع من خليج دارين خليج أورابا وهو مسطح مائي صغير يمتد إلى جنوب الخليج. تقع على شواطئه مدينة توربو الكولومبية ويصب فيه نهر أرتاتو .